# Lustrafjorden
Lustrafjorden eller Lusterfjorden är en fjord i Lusters kommun i Sogn og Fjordane fylke i Norge.
Lustrafjorden är Sognefjordens innersta, norrgående arm, och är 43 km lång. Den yttre delen, som är drygt två kilometer bred, går rakt norrut, men innanför Urnes viker den av mot nordost. Den östra stranden är den brantare, och har högre berg; på västra stranden finns öppna landskap med goda förutsättningar för jordbruk och bosättning, exempelvis Solvorn, Marifjøra, Gaupne (vid Gaupnefjorden, en kort fjordarm åt nordväst), och Dale (Fortun kirkested). Den inre delen av fjorden är smalare; innanför Dale är den omkring en kilometer bred.
Längs fjorden odlas frukt och bär. Norska riksväg 55 mellan Vadheim och Lom går längs den västra stranden. Sognefjordens största längd, 205 kilometer, är mätt längs Lustrafjorden (Ytre Sula-Skjolden). Ån Fortunsvassdraget mynnar ut längst in i Lustrafjorden.

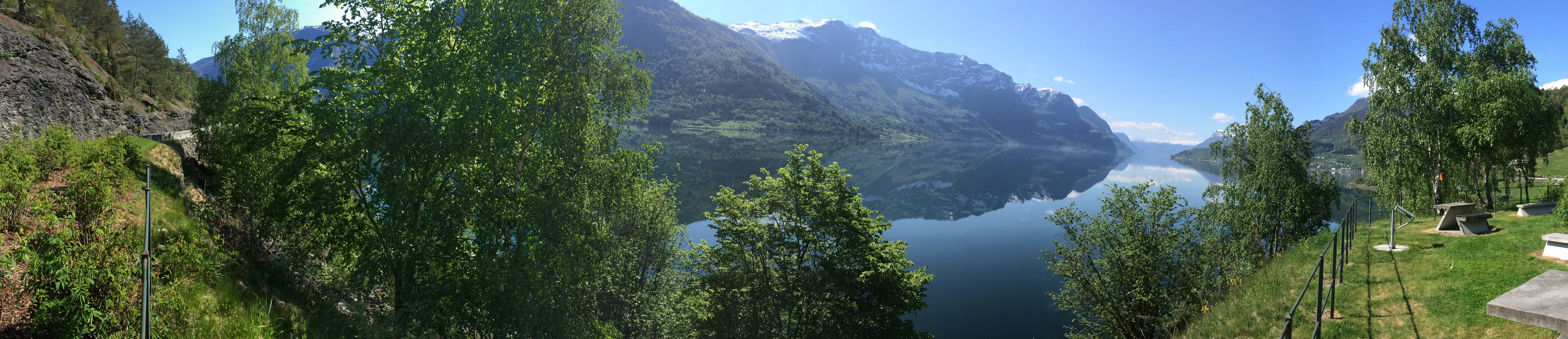
Utsyn över Lustrafjorden i sydlig riktning.

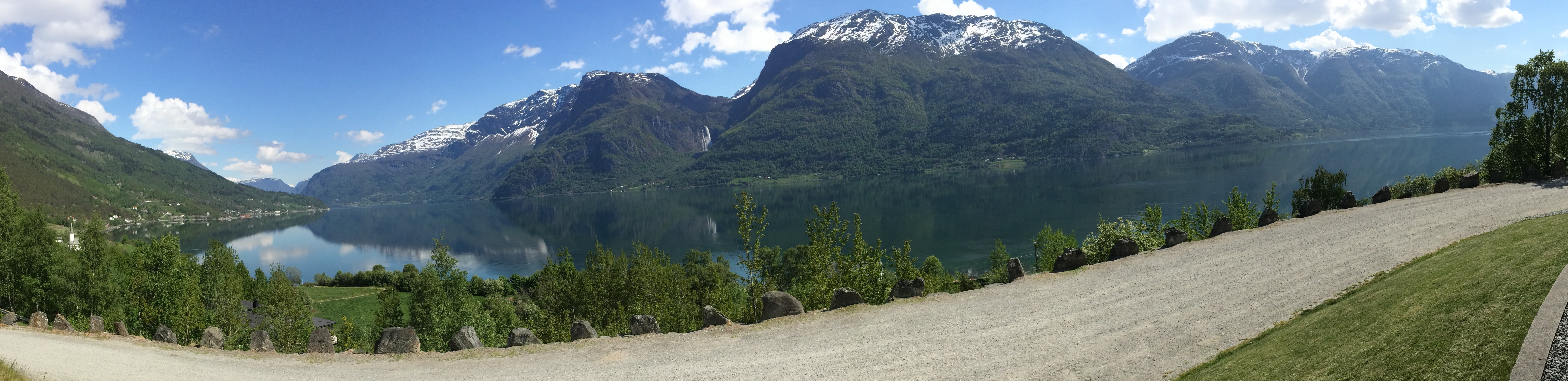
Lustrafjorden med Feigefossen på östsidan.